# PacWest Racing
PacWest Racing foi uma equipe norte-americana de automobilismo que disputou provas da extinta CART entre 1993 e 2001 (em 2002 foi vendida e passou a se chamar PWR Championship Racing). Notabilizou-se, principalmente, por trazer em seus carros os patrocínios da Hollywood e da Motorola.

## História
Fundada por Bruce McCaw, fez sua estreia na categoria nas 500 Milhas de Indianápolis de 1993, com o teuto-americano Dominic Dobson, que terminaria a temporada em 39º lugar, sem marcar pontos.
Em 1994, disputaria a primeira temporada completa, novamente com Dobson e Scott Sharp (que seria um dos dois pilotos campeões da IndyCar - então IRL - em 1996). Os primeiros pontos vieram no GP de Surfer's Paradise, e o primeiro pódio veio na etapa de Toronto, com Dobson em terceiro lugar. No ano seguinte, Dobson é dispensado pela PacWest e, para seu lugar, é contratado Maurício Gugelmin, egresso da Fórmula 1. O veterano Danny Sullivan seria, até o GP de Michigan, companheiro de equipe do brasileiro, quando se despediria das pistas após um grave acidente na mesma prova, e o argentino Juan Manuel Fangio II assumiu a vaga por 4 etapas. Dobson retornaria apenas na Indy 500, mas fracassou na tentativa de se classificar e encerraria definitivamente sua carreira de piloto.
A partir de 1996 (com um intervalo de duas provas disputadas pelo italiano Teo Fabi e oito em 1999, disputadas por Roberto Moreno), a PacWest formou sua principal dupla de pilotos, composta por Gugelmin e pelo inglês Mark Blundell, que conquistaria a primeira vitória do time de Bruce McCaw na CART no ano seguinte, no GP de Portland, quando ele e os também brasileiros Gil de Ferran e Raul Boesel cruzaram a linha de chegada praticamente juntos. Gugelmin conquistaria sua única vitória na etapa de Vancouver, também em 1997. A terceira vitória veio com Blundell, nas 500 Milhas de Fontana - prova onde Gugelmin obteve a pole-position com a marca de 240.942 mph (387.759 km), uma das maiores já vistas no automobilismo.
A parceria Gugelmin-Blundell encerraria-se em 2000, com o brasileiro em 17º lugar (39 pontos), e o inglês em 21º, com 18. Maurício, aos 38 anos, disputaria mais uma temporada, agora com Scott Dixon (atualmente na IndyCar) como seu novo companheiro de time, que conquistaria a quarta e última vitória do time, em Nazareth. Superado pelo novato neozelandês e abalado pela morte de um de seus filhos, Gugelmin anunciaria sua aposentadoria ao final da temporada. Em 2002, Dixon permaneceria por mais quatro provas, ao lado do espanhol Oriol Servià, até ser contratado pela Chip Ganassi Racing. Com a saída dos dois pilotos, a equipe (rebatizada de "PWR Championship Racing") encerraria suas atividades.
Em janeiro de 2003, o espólio da PWR foi comprado por Kevin Kalkhoven e Craig Pollock (na época, empresário de Jacques Villeneuve), criando a PK Racing (posteriormente, KV Racing Technology).

## Pilotos
- / Dominic Dobson (1993–1994, 1995)
- Juan Manuel Fangio II (1995)
- Maurício Gugelmin (1995–2001)
- Roberto Moreno (1999)
- Mark Blundell (1996–2000)
- Oriol Servià (2002)
- Danny Sullivan (1995)
- Scott Sharp (1994)
- Teo Fabi (1996)
- Scott Dixon (2001–2002)